# B-Netz
B-Netz var det andra mobiltelefoninätet i Tyskland. Det byggdes 1972 och erbjöd automatisk förmedling av samtal men ingen handover. Systemet stödde maximalt 27 000 klienter.